# Aparatul Golgi

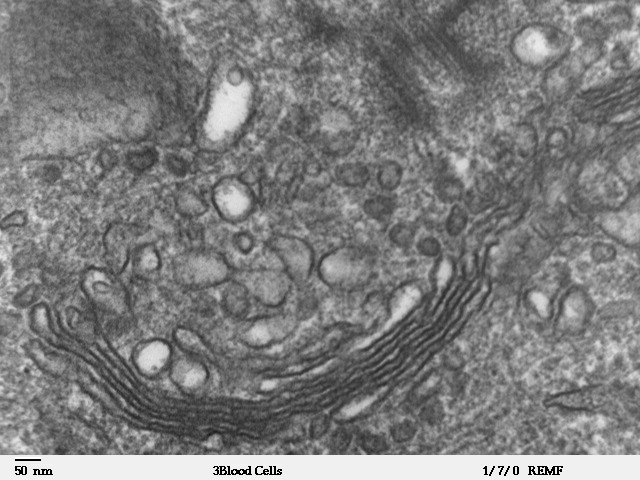
Imagine a aparatului Golgi, vizibil ca o stivă de inele negre semicirculare în partea inferioară. Numeroase vezicule circulare pot fi observate în vecinătatea organitului

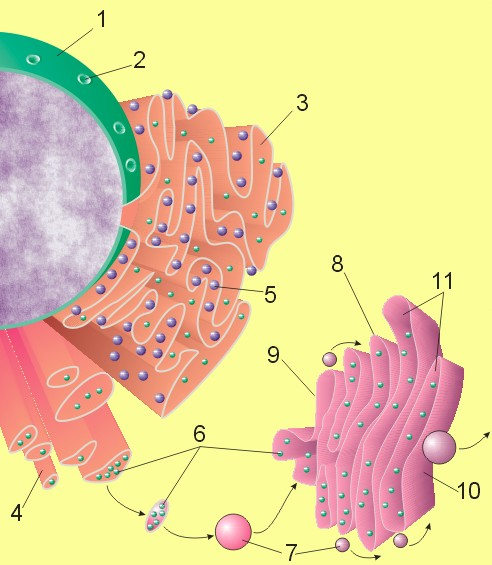
Diagramă a procesului secretor din reticulul endoplasmatic (portocaliu) în aparatul Golgi (roz).

Aparatul Golgi (sau dictiozom) este un organit celular găsit la majoritatea eucariotelor, situat în apropierea centrului celulei, lângă reticulul endoplasmatic. Este delimitat de endomembrane, structurat sub forma unei stive de cisterne recurbate prezentând polaritate morfologică și biochimică. A fost identificat în 1898 de către doctorul italian Camillo Golgi în neuronul pseudounipolar din ganglionul de la pisică și a fost numit după el. Funcția principală a aparatului Golgi este procesarea și împachetarea macromoleculelor precum proteinele și lipidele care sunt sintetizate de celulă. Este deosebit de important în procesarea proteinelor pentru secreție. Aparatul Golgi este o parte a sistemului endomembranal al celulei.
Functional Aparatul Golgi este format din trei regiuni distincte:
-compartimentul cis (în care proteinele nou sintetizate sunt transferate din reticolul endoplasmatic în Aparatul Golgi)
-compartimentul median (în care se face glicozilarea proteinelor și lipidelor)
-compartimentul trans ( în care se îndepărtează galactoza, se adaugă acid sialic, acest compartiment exportă produsele procesate și sortate, destinate fucțiilor bine determinate în interiorul sau exteriorul celulei).

## Rol
- Stocarea polizaharidelor.
- Modificarea proteinelor nou-sintetizate în reticulul endoplasmic.
- Sortarea proteinelor cu diverse destinații celulare.
- Prelucrează și stochează proteinele și lipidele care "curg" dinspre Reticulul Endoplasmatic.
- Sintetizează polizaharidele și le "împachetează" în vezicule care vor migra spre membrana plasmatică; la celulele vegetale și fungi, Aparatul Golgi este implicat și în formarea peretelui celular. Este format din niște săculeți aplatizați suprapuși(cisterne),dilatați la capete și înconjurați de micro și macrovezicule,generate de aceste cisterne.Forma dictiozomilor variază de la o celulă la alta(în stările patologice au un aspect granulos). Sunt delimitați de o membrană simplă. În celulele animale se află un singur ansamblu de dictiozomi, iar în celula vegetală se află mai multe ansambluri de dictiozomi.
- Sinteza plasmalemei.
- Secreția și excreția de glucide.